# Montserrat Tomé
Montserrat Tomé Vázquez, detta Montse (Oviedo, 11 maggio 1982), è un'allenatrice di calcio ed ex calciatrice spagnola.
Ex centrocampista, ha giocato per il Levante e il Barcellona in Primera División, vincendo il campionato con entrambe le squadre. Sul finale di carriera ha anche militato per l'Oviedo nella Segunda División spagnola. Ha fatto parte della squadra nazionale durante le qualificazioni agli Europei del 2005.
Il 5 settembre 2023, in seguito all'annuncio del licenziamento di Jorge Vilda, viene promossa da vice ad allenatrice della squadra nazionale di calcio femminile spagnola, conducendo la squadra alla vittoria della prima edizione della UEFA Women's Nations League e nella finale del Campionato europeo femminile di calcio 2025.

## Palmarès

### Giocatrice

#### Competizioni nazionali
- Campionato spagnolo: 2

Levante: 2007-2008
Barcellona: 2011-2012
- Coppa della Regina: 1

Barcellona: 2011

### Allenatrice

#### Nazionale
- UEFA Women's Nations League: 1

2023-2024